# Nina Vidal
Nina Simone Vidal est une auteure-compositrice, interprète et pianiste américaine, mieux connue sous son nom de scène, Nina Vidal. 
Elle connaît un grand succès en Asie à partir de 2008 avec son premier album, Nina Vidal, qui devient l'album le plus téléchargé sur iTunes au Japon, seulement six jours après sa sortie.
Paul McCartney écrit pour elle le single My Love sorti en 2010.

## Carrière
Nina est née dans le Queens à New York. Durant ses études à la New York University, Nina participe tous les mois à une soirée "open-mike". C’est au cours d’une de ces soirées qu’elle fait la connaissance de Caté (en), musicien, compositeur et producteur. Elle lui remet une démo. Après l’avoir écoutée, Caté accepte de produire certaines de ses chansons sur un maxi intitulé Do It Again.
En 2004, le label musical japonais Uni-Village contacte Nina. Les exécutifs ont entendu ses chansons et veulent signer Nina sur un album complet.
En 2008, Nina lance son premier album, Nina Vidal, qui obtient un immense succès au Japon. Après six jours, Nina Vidal devient l’album le plus téléchargé sur iTunes. Par la suite, l’album passe au numéro 1 du palmarès de Jazz Contemporain du Japon, avec 5 de ses chansons comptant parmi les 10 chansons les plus téléchargées sur le site iTunes.
L'album Nina Vidal reçoit de bonnes critiques à l'international : le ‘Soul Express’, un magazine de musique soul finlandais, le décrit comme « un chef-d’œuvre éternel ». 
Le premier album de Nina dépasse Come Away With Me de Norah Jones, au numéro un du palmarès japonais de Jazz Contemporain – Nina y restera huit mois consécutifs. L’album Nina Vidal est également devenu l'album le plus téléchargé sur iTunes en septembre 2010, et cinq de ses chansons ont figuré sur le Top 10 japonais des chansons jazz les plus téléchargées. Elle n’a alors que 25 ans.
En 2010, Nina signe un contrat de sous-publication avec Universal Music Japon. La même année, elle sort les singles “Cigarettes and Wine” et “My Love”, ce dernier est écrit par Paul McCartney. Ces titres sont présents dans son deuxième album intitulé The Open-Ended Fantasy, produit de nouveau par Caté, et sorti au Japon le 1er septembre 2010. L’album sort aux États-Unis presqu'un an plus tard, à l’été 2011.
En janvier 2011, Nina commence à travailler sur un nouvel album de reprises musicales et de ballades des années 1960, 70, et 80. L’album Love, Pop & Soul (The Cover Sessions, Vol.1) sort sous le label Uni-Village au printemps 2011.
En 2013, elle sort l'album Do It Again & Again (The Remixes).

## Reconnaissance en Asie et aux Etats-Unis
La reconnaissance que Nina reçoit dans son pays natal, aux États-Unis, est pâle en comparaison de l’estime que lui octroie son audience asiatique. Depuis ses débuts, en 2004, avec le lancement de son premier album par le label japonais Uni-Village, en passant par son palmarès japonais, Nina doit en grande partie son succès au Japon, à Singapour, aux Philippines ainsi qu’à d’autres pays asiatiques.
En 2010, le deuxième album de Nina, The Open-Ended Fantasy, est lancé exclusivement au Japon ; l’édition américaine ne verra le jour qu'en 2011.

## Vie personnelle
Nina habite actuellement à New York et voyage fréquemment en Europe et en Asie.

## Style et influences
Le Soul, le Jazz, le Hip-Hop et la musique du monde influencent le style de Nina. Sa musique est parfois comparée à Jeff Buckley, Tracy Chapman, Amos Lee, Lizz Wright, Djavan, Nina Simone, Anita Baker, Sade, Antônio Carlos Jobim et Fiona Apple.

## Collaborations
Sur son album The Open-Ended Fantasy, Vidal collabore avec des artistes renommés tels que Lonnie Plaxico, Jean Caze, Jeff Haynes, Lee Hogans et Jody Redhage.
Nina a également été la vocaliste principale de la chanson Moon Child de l’artiste japonais Kenichiro Nishihara.
Nina a collaboré avec le compositeur et producteur Caté sur la plupart de ses enregistrements.

## Discographie
Albums:
- 2007: Nina Vidal - Sweet Mimosa Music (États-Unis), Village Again (Japon) 2008
- 2008: Nina Vidal Live Session - Live Session EP - iTunes Japan Exclusive - Village Again (Japon)
- 2010: The Open-Ended Fantasy - Sweet Mimosa Music (États-Unis) ÀC, Village Again (Japon)
- 2010:Best Female Jazzy Tunes :  - Best Female Jazzy Tunes - Village Again
- 2011: Love, Pop & Soul : CCG Recordings
- 2013: Do It Again & Again (Remixes)

Singles:
- Cigarette & Wine - Sweet Mimosa Music/CCreatives (États-Unis) 2010
- Driving - Ram Cafe Vol.3 - Lounge & Cillout - Magic Records (Pologne) 2008

Compilations:
- Life - Moon Child - Kenichiro Nishihara - Life - Unprivate (Japon) 2010
- Absolute Voices Driving - S2S (Singapour) 2009
- Luv U 100% - Reggae Female Vocal Collection -Village Again (Japon) 2009
- True Soul Sistas - Moving Along - Soul UK (Angleterre) 2009
- Addicted To House - Why- Single 7 - SoulStar (Allemagne) 2008